# Мурзаково
Мурза́ково (чув. Мăрсакасси) — деревня в Моргаушском муниципальном округе Чувашской Республики России. До преобразования в 2022 году Моргаушского района в округ входила в состав Москакасинского сельского поселения.

## География
Деревня находится в северной части Чувашии, в пределах Чувашского плато, в зоне хвойно-широколиственных лесов, при автодороге М7, на расстоянии в 40 км до столицы республики — города Чебоксары, в 11 км до районного центра — села Моргауши, в 40 км от железнодорожной станции. Абсолютная высота — 182 метра над уровнем моря. 
Климат
Климат характеризуется как умеренно континентальный, с продолжительной морозной зимой и тёплым летом. Среднегодовая температура воздуха — 2,3 °С. Средняя температура воздуха самого тёплого месяца (июля) — 18,6 °C (абсолютный максимум — 38 °C); самого холодного (января) — −13 °C (абсолютный минимум — −44 °C). Безморозный период длится около 148 дней. Среднее количество атмосферных осадков, выпадающих в вегетационный период, составляет 326 мм
Часовой пояс
Деревня Мурзаково, как и вся Чувашия, находится в часовой зоне МСК (московское время). Смещение применяемого времени относительно UTC составляет +3:00.

## Население
| 2010 | 2012 |
| ---- | ---- |
| 96   | ↗112 |

Гендерный состав
По данным Всероссийской переписи населения 2010 года в гендерной структуре населения мужчины составляли 44,8 %, женщины — соответственно 55,2 %.
Национальный состав
Согласно результатам переписи 2002 года, в национальной структуре населения чуваши составляли 97 % из 93 чел.

## Инфраструктура
Функционирует СХПК «Передовик» (по состоянию на 2010 год).

Проведён водопровод, деревня газифицирована.